# Prayer (玉置成実の曲)
「Prayer」（プレイヤー）は、2003年11月12日に発売された玉置成実の3枚目のシングル。レーベルはソニー・ミュージックレコーズ。

## 概要
本作は、玉置がデビューしてから発売してきたシングルで唯一、全曲ノンタイアップである。

## 収録曲
1. Prayer
作詞:西尾佐栄子
作曲:大谷靖夫
編曲:HΛL
2. real dreaM
作詞:渡辺なつみ
作曲:ジョーイ・カーボーン&ジェフ・カラザース
編曲:齋藤真也
3. NEVER STOP MY HEART -君という奇蹟に-
作詞:渡辺なつみ
作曲:mo'doo
編曲:Taka Umeno
4. Prayer (instrumental)